# Wereldkampioenschap handbal mannen Divisie C
Het wereldkampioenschap handbal voor herenteams uit divisie C wordt sinds 1976 georganiseerd door de Internationale Handbalfederatie (IHF). In 1990 werd de laatste competitie gespeeld en werd samen gevoerd met de Divise A.

## Erelijst
| 1976 Details | Portugal    | Portugal    | Groep   | Nederland | Zwitserland | Groep   | Finland    | 8  |
| 1978 Details | Zwitserland | Zwitserland | Groep   | Israël    | Noorwegen   | Groep   | Oostenrijk | 9  |
| 1980 Details | Faeröer     | Noorwegen   | 21 - 19 | Frankrijk | Oostenrijk  | 25 - 20 | Israël     | 10 |
| 1982 Details | België      | Bulgarije   | 19 - 17 | België    | Noorwegen   | 29 - 15 | Oostenrijk | 10 |
| 1984 Details | Italië      | Bulgarije   | 25 - 19 | Finland   | Nederland   | 22 - 19 | Israël     | 12 |
| 1986 Details | Portugal    | Frankrijk   | 29 - 21 | Nederland | Israël      | 25 - 21 | Oostenrijk | 11 |
| 1988 Details | Portugal    | Nederland   | 23 - 22 | Israël    | Oostenrijk  | 26 - 19 | Italië     | 9  |
| 1990 Details | Finland     | Noorwegen   | 32 - 27 | Finland   | Duitsland   | 25 - 17 | Bulgarije  | 12 |

## Statistieken
| Land        | Goud | Zilver | Brons | 4 |
| ----------- | ---- | ------ | ----- | - |
| Noorwegen   | 2    | 0      | 2     | 0 |
| Bulgarije   | 2    | 0      | 0     | 1 |
| Nederland   | 1    | 2      | 1     | 0 |
| Zwitserland | 1    | 1      | 0     | 0 |
| Frankrijk   | 1    | 1      | 0     | 0 |
| Portugal    | 1    | 0      | 0     | 0 |
| Israël      | 0    | 2      | 1     | 2 |
| Finland     | 0    | 2      | 0     | 1 |
| België      | 0    | 1      | 0     | 0 |
| Oostenrijk  | 0    | 0      | 2     | 3 |
| Duitsland   | 0    | 0      | 1     | 0 |
| Italië      | 0    | 0      | 0     | 1 |